# Lommagölen (Torups socken, Halland)
Lommagölen är en sjö i Hylte kommun i Halland och ingår i Nissans huvudavrinningsområde.